# ليون سيمون
ليون سيمون (بالإنجليزية: Leon Simon)‏ هو رياضياتي أسترالي، ولد في 6 يوليو 1945 في أديلايد في أستراليا.